# Conilurus
Conilurus é um gênero de roedores da família Muridae.

## Espécies
- †Conilurus albipes (Lichtenstein, 1829)
- †Conilurus capricornensis
- Conilurus penicillatus (Gould, 1842)